# Quận Tulsa, Oklahoma
Quận Tulsa là một quận trong tiểu bang Oklahoma, Hoa Kỳ. Quận lỵ đóng ở thành phố Tulsa 6. Theo điều tra dân số năm 2000 của Cục điều tra dân số Hoa Kỳ, quận có dân số 563.299 người 2. Theo điều tra năm 2010, dân số quận này là 603.403 người 2.

## Địa lý
Theo Cục điều tra dân số Hoa Kỳ, quận này có diện tích 1520 ki-lô-mét vuông, trong đó có 43 km2 là diện tích đất, km2 là diện tích mặt nước.

### Các xa lộ
- Interstate 44
- U.S. Route 64
- U.S. Route 75
- U.S. Route 169
- U.S. Route 412
- State Route 11
- State Route 51

## Thông tin nhân khẩu
Theo điều tra dân số năm 2000 2, quận đã có dân số 563.299 người, 226.892 hộ gia đình, và 147.252 gia đình cư trú tại quận. Mật độ dân số là 988 người cho mỗi dặm vuông (381/km ²). Đã có 243.953 đơn vị nhà ở mật độ trung bình của 428 cho mỗi dặm vuông (165/km ²). Cơ cấu chủng tộc của dân cư quận là 75,02% Trắng, 10,95% đen hoặc người Mỹ gốc Phi, 5,20% người Mỹ bản địa, 1,62% châu Á, Thái Bình Dương 0,05%, 2,77% từ các chủng tộc khác, và 4,40% từ hai hay nhiều chủng tộc. 5,97% dân số là người Tây Ban Nha hoặc La tinh của chủng tộc nào.
Có 226.892 hộ gia đình trong đó 32,20% có trẻ em dưới 18 tuổi sống chung với họ, 49,10% các cặp vợ chồng đã kết hôn sống với nhau, 12,10% đã có một nữ chủ hộ không có mặt chồng, và 35,10% là không gia đình. 29,60% hộ gia đình đã được tạo thành từ các cá nhân và 8,90% có một người nào đó sống một mình 65 tuổi trở lên. Quy mô hộ gia đình trung bình là 2,43 và kích cỡ gia đình trung bình là 3,03.
Trong quận, cơ cấu độ tuổi dân số đã được trải ra với 26,30% ở độ tuổi dưới 18, 10,00% 18-24, 30,40% 25-44, 21,60% 45-64, và 11,80% từ 65 tuổi trở lên đã được người. Độ tuổi trung bình là 34 năm. Đối với mỗi 100 nữ có 94,20 nam giới. Đối với mỗi độ tuổi phụ nữ và hơn 100 18, đã có 90,90 nam giới.
Thu nhập trung bình của một hộ gia đình trong quận đạt mức 38.213 USD, và thu nhập trung bình cho một gia đình là 47.489 USD. Phái nam có thu nhập trung bình 35.495 đô la Mỹ so với mức 25.680 USD của phái nữ. Thu nhập bình quân đầu người là 21.115 USD. Có 8,70% của gia đình và 11,60% dân số được dưới mức nghèo khổ, trong đó có 15,60% những người dưới 18 tuổi và 8,30% của những người 65 tuổi hoặc hơn.